# الیندراف، ترینگیا
الیندراف، ترینگیا (به آلمانی: Allendorf, Thuringia) یک شهر در آلمان است که در تورینگن واقع شده‌است.

## خصوصیات
الیندراف ۸٫۷۶ کیلومترمربع مساحت دارد ۳۵۰ متر بالاتر از سطح دریا واقع شده‌است.